# بات ميلبورن
بات ميلبورن (بالإنجليزية: Pat Milburn)‏ هو لاعب كرة قدم أسترالية أسترالي، ولد في 12 مايو 1932، وتوفي في 17 نوفمبر 2013.

## وصلات خارجية
- بات ميلبورن على موقع AustralianFootball.com (الإنجليزية)
- بات ميلبورن على موقع AFLtables.com (الإنجليزية)